# Sága i Sökkvabekkr

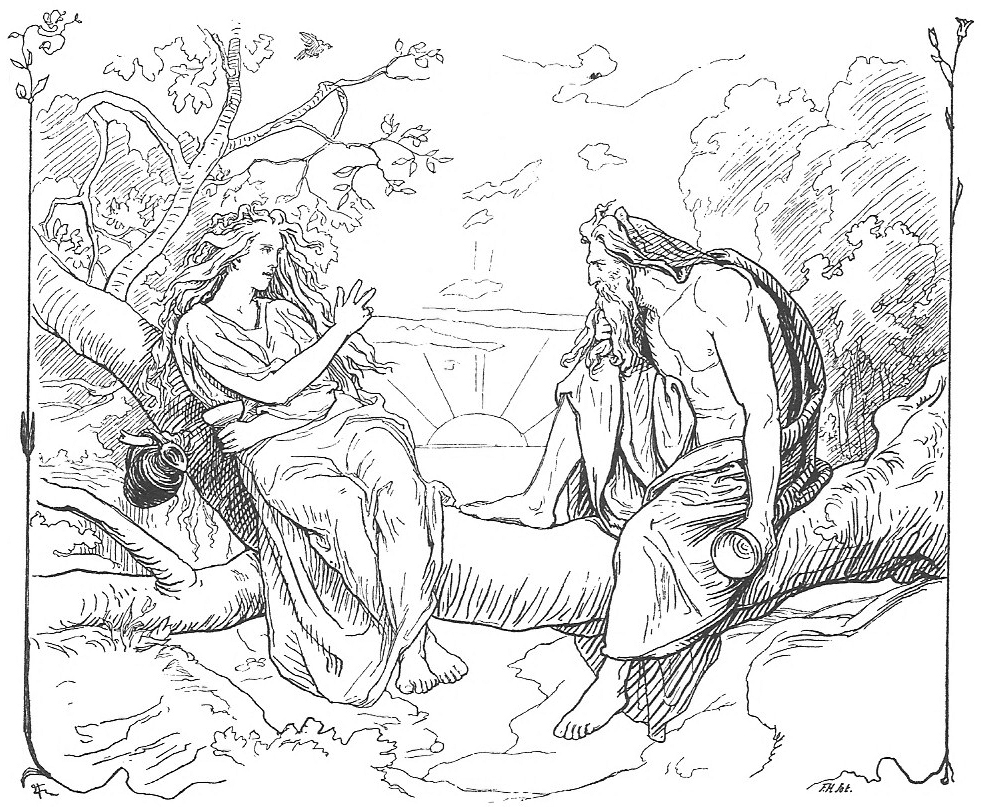
Sága i Odin conversen, (1895) per Lorenz Frølich.

A la mitologia nòrdica, Sága (que possiblement vol dir "vident"), és una deessa associada a la ubicació Sökkvabekkr, "banc enfonsat" o "banc del tresor". A Sökkvabekkr, Sága i el déu Odin beuen alegrement mentre les fredes onades flueixen. Saga i Sökkvabekkr són testificats a Edda poètica, compilada al segle xiii a partir de fonts tradicionals anteriors, i a Edda prosàica, escrita al segle xiii per Snorri Sturluson. Els erudits han proposat teories sobre les implicacions de la deessa i la seva ubicació associada, incloent que la ubicació es pot connectar a la deessa Frigg i la seva residència Fensalir i que Sága pot ser un altre nom per Frigg.

## Etimologia
L'etimologia del nom Sága generalment es té per connectada amb el verb del nòrdic antic SJA, que significa "veure" (a partir del proto-germànic Sehwan). Això pot significar que Sága s'ha d'entendre com una vident. Ja que Frigg es coneix com una vident en el poema Lokasenna, aquesta etimologia ha donat lloc a teories de connexió entre Saga i Frigg. Rudolf Simek diu que aquesta etimologia planteja problemes vocals i un enllaç entre saga i segja (que significa "paraula, dir") és més probable, però, que aquesta identificació és també problemàtica.

## Els documents
A Edda poètica en el poema Grímnismál, Sökkvabekkr es presenta en el quart lloc entre una sèrie d'estrofes que descriuen les residències de diversos déus. En el poema, Odín (disfressat de Grímnir) indica al jove Agnar que Odin i Sága allà feliçment beuen en copes d'or, mentre que les ones ressonen:

| Traducció de Benjamin Thorpe: Sökkvabekk és el quart, anomenat així pel gèlid ressò de les onades Allà Odin i Saga, Alegres cada dia, Beuen de vasos d'or. | Traducció de Henry Adams Bellows: Sökkvabekk és el quart, on les onades trenquen fredes, I està enmig del seu murmuri; Allí beuen diàriament Odin i Sága En l'alegria de tasses d'or. |  |

A Edda poètica, al poema Helgakviða Hundingsbana I, l'heroi Sinfjötli fa referències a Sága al nom d'un lloc que es troba en una estrofa on Sinfjötli combat amb Guðmundr. El nom de la ubicació, nes Ságu, s'ha traduït com "Cap (marítim) de Saga" "Saga" i "Llac de Saga" Part de l'estrofa pot ser una llacuna del manuscrit i, per això, alguns editors l'han unit amb l'estrofa anterior.
Sága s'esmenta una vegada, tant a Edda prosàica, als llibres Gylfaginning i Skáldskaparmál, mentre que Sokkvabekk només s'esmenta una vegada, a Gylfaginning. En el capítol 35 del Gylfaginning, l'Alt li parla a Gangleri (que es descriu com a rei Gylfi, disfressat, és a dir, Odin) sobre l'Ásynjur. L'Alt segueix una descripció de Frigg i la seva llar Fensalir amb "La segona és Sága. Ella habita a Sokkvabekk, i és un lloc molt gran." Al capítol 75 del llibre Skáldskaparmál, Sága està present entre una llista de 27 Ásynjur, però no es proporciona informació sobre ella allà.

## Teories

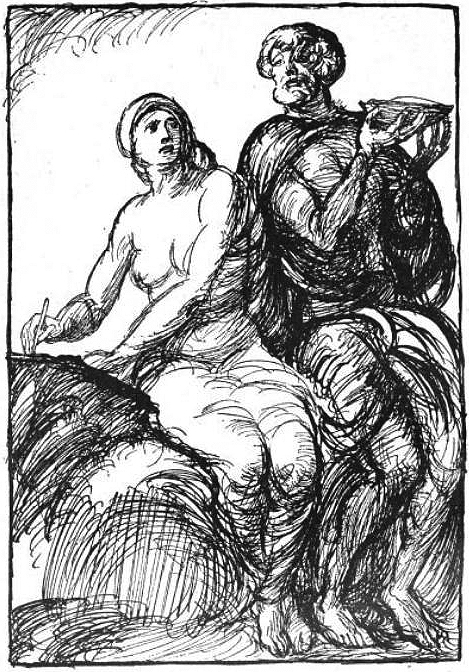
Sága escriu mentre Odin dicta, en una il·lustració (1919) de Robert Engels.

John Lindow diu que a causa de la similitud entre Sökkvabekkr i Fensalir, "el beure d'Odín amb Sága", i el potencial de base etimològica de Saga per ser una vident ha "portat a la majoria dels estudiosos d'entendre Sága com un altre nom per Frigg." Stephan Grundy afirma que les paraules Sága i Sökkvabekkr poden venir de les formes de Frigg i Fensalir respectivament, que s'utilitzen per a compondre vers al·literat.
Näsström Britt-Mari teoritza que "el paper de Frigg com una deessa de la fertilitat es revela en el nom del seu domicili, Fensalir [...]", i que Frigg és la mateixa Sága, i que tant els noms Fensalir i Sökkvabekkr "impliquen una deessa que viu a l'aigua i recorden a la deessa de la fertilitat Nerthus". Näsström afegeix que a "Sökkvabekkr" l'aigua subterrània al·ludeix al pou d'Urd, ocult sota les arrels d'Yggdrasil i amb funció ctónica, que es manifesta en el caràcter de Freyja.
Rudolf Simek diu que Sága ha de ser considerada "una de les Asynjur que no es troben ben definides", juntament amb Hlín, Sjöfn, Snotra, Vár i Vor, i que "han de ser vistes com a deesses protectores femenines." Simek afegeix que "aquestes deesses eren responsables d'àrees específiques de l'esfera privada, i no obstant això es van fer clares diferències entre elles pel que són en molts aspectes similars a matrones."
L'erudit Jacob Grimm comentà al segle xix que "els déus comparteixen el seu poder i influència amb les deesses i els herois, i els sacerdots amb dones sàvies (völves)". Grimm assenyala que Sökkvabekkr "es descriu com un lloc on l'aigua flueix freda" i que Odin i Sága "dia a dia amb molt de gust beuen en gots d'or." Grimm teoritzà que el líquid d'aquestes tasses és:

La beguda de la immortalitat, i al mateix temps de la poesia. Sága es pot prendre com a esposa o la filla d'Odín, i en qualsevol cas que és idèntica a ell com déu de la poesia. Amb els grecs Musa era una filla de Zeus, però sovint sentim parlar de tres o nou Muses, que s'assemblen a les dones sàvies, les Nornes i les schöpferins (forjadores del destí), i viuen al costat de deus o pous. La inundació freda convé així a les dones d'aigua, filles dels Desitjos. Sága pot ser la nostra sàvia 'Mære' […] personificada i divinitzada.